# Middleborough Center (Massachusetts)
Middleborough Center es un lugar designado por el censo ubicado en el condado de Plymouth en el estado estadounidense de Massachusetts. En el Censo de 2010 tenía una población de 7.319 habitantes y una densidad poblacional de 701,73 personas por km².

## Geografía
Middleborough Center se encuentra ubicado en las coordenadas 41°53′39″N 70°55′33″O / 41.89417, -70.92583. Según la Oficina del Censo de los Estados Unidos, Middleborough Center tiene una superficie total de 10.43 km², de la cual 10.17 km² corresponden a tierra firme y (2.48%) 0.26 km² es agua.

## Demografía
Según el censo de 2010, había 7.319 personas residiendo en Middleborough Center. La densidad de población era de 701,73 hab./km². De los 7.319 habitantes, Middleborough Center estaba compuesto por el 93.44% blancos, el 1.78% eran afroamericanos, el 0.37% eran amerindios, el 1.46% eran asiáticos, el 0.04% eran isleños del Pacífico, el 0.66% eran de otras razas y el 2.25% pertenecían a dos o más razas. Del total de la población el 2.17% eran hispanos o latinos de cualquier raza.